# El Macahuite
El Macahuite är en ort i Mexiko.   Den ligger i kommunen Azoyú och delstaten Guerrero, i den sydöstra delen av landet, 300 km söder om huvudstaden Mexico City. El Macahuite ligger 263 meter över havet och antalet invånare är 473.
Terrängen runt El Macahuite är kuperad åt nordost, men åt sydväst är den platt. Runt El Macahuite är det ganska glesbefolkat, med 34 invånare per kvadratkilometer. Närmaste större samhälle är Ometepec, 18,3 km öster om El Macahuite. Omgivningarna runt El Macahuite är en mosaik av jordbruksmark och naturlig växtlighet.